# Red Star OS
Das Red Star OS (koreanisch: 붉은별; MCR: Pulgŭnbyŏl; deutsch „Roter-Stern-Betriebssystem“) ist eine Linux-Distribution, die in Nordkorea ab 2002 entwickelt wurde, um nicht mehr von den bis dahin verwendeten englischsprachigen Windows-Versionen abhängig zu sein. Die aktuelle Version 4.0 ist seit 2017 in koreanischer Sprache verfügbar.

## Spezifikationen
Red Star OS beinhaltet einen modifizierten Mozilla-Browser namens Naenara, der einen Zugang zum nordkoreanischen Intranet (Kwangmyŏng) ermöglicht. Einige andere vorinstallierte Programme sind ein Texteditor, ein Bildbetrachter, ein E-Mail-Programm, ein Mediaplayer, ein Packprogramm und einige Computerspiele. Das Betriebssystem besitzt seine eigene Tastaturbelegung für Koreanisch (entspricht nicht der Windows-Version), Englisch, Russisch, Chinesisch und Japanisch.
In den Versionen vor Version 3 benutzte das Betriebssystem eine KDE-3-Desktop-Umgebung mit Elementen ähnlich dem Betriebssystem Microsoft Windows XP. Die Version 3.0 nutzt KDE 4 und RsDock als Dock. Das voreingestellte Theme ist eine Nachahmung von Apples Betriebssystem macOS.
Die Installations-DVD ist in Nordkorea für umgerechnet 25 US-Cent erhältlich.

## Überwachungsfunktionen
Die beiden deutschen IT-Wissenschaftler Florian Grunow und Niklaus Schiess haben Red Star OS eingehend untersucht und ihre Ergebnisse 2015 auf dem 32. Chaos Communication Congress des Chaos Computer Clubs vorgestellt. Nach ihren Analysen stellen sie fest, dass im Betriebssystem zwar kein Überwachungsmechanismus eingebaut ist, der direkten Zugriff auf den Computer für Regierungsbeamte gibt, es sei aber möglich, dass etwaige Hintertüren erst über Updates eingespielt werden. Es gibt aber eine Funktion, die jede mit dem Betriebssystem geöffnete Datei mit einem Wasserzeichen versieht, welches anhand der Festplatten-Seriennummer erzeugt wird. Wird die Datei auf mehreren Computern geöffnet, sammeln sich also mehrere eindeutige Seriennummern an, wodurch sich der Verbreitungsweg der Datei bestimmen lässt. Ebenso integriert ist ein vermeintliches Antivirenprogramm, welches jedoch eher zur Löschung von Dateien dient, sobald dieses bestimmte Textmuster findet. Auch gegen Manipulationen schützt sich das Betriebssystem, indem es eine Liste der Prüfsummen von Systemdateien überwacht und bei einer Abweichung den Computer neu startet.

## Sicherheitslücken
Im Jahr 2016 wurde durch die Sicherheitsfirma Hacker House eine Sicherheitslücke in dem integrierten Webbrowser Naenara gefunden. Durch diese Sicherheitslücke ist es möglich, Befehle auf dem Rechner auszuführen, falls der Nutzer auf einen entsprechend präparierten Link klickt. Sie tritt vermutlich aufgrund eines Problems bei der Verarbeitung von URls auf, bei der Funktionen wie Mailto oder cal ausgeführt werden, ohne die übergebenen Parameter um unerwünschte Codefragmente zu bereinigen.